# بی‌دی ونگ
بردلی داریل وُنگ (به انگلیسی: Bradley Darryl Wong) هنرپیشه آمریکایی است. او برای بازی در تئاتر م.باترفلای برنده جایزه تونی، جایزه دراما دسک، جایزه دایره بیرونی منتقدان، جایزه کلارنس درونت و جایزه جهانی تئاتر را دریافت کرد و تبدیل به تنها بازیگر در تاریخ تئاتر برادوی شد که موفق به دریافت همه این جوایز برای یک نقش، شده‌است. او برای بازی در سریال مستر روبات، نامزد جایزه امی و جایزه گزینش منتقدان تلویزیون شد.
نقش "رز سفید" در سریال مستر ربات، دکتر جورج هانگ در سریال قانون و نظم: واحد قربانیان ویژه، پروفسور هوگو استرنج در سریال گاتهام، هنری وو در پارک ژوراسیک، دنیای ژوراسیک و دنیای ژوراسیک: سقوط پادشاهی و همچنین بازی در فیلم‌های اسلاپی و شخص نفرت انگیز، هفت سال در تبت و گویندگی در انمیشین‌های مولان و مولان ۲ از نقش‌های مهم وی تاکنون بوده‌اند.

## زندگی

### آغاز زندگی
ونگ در سان فرانسیسکو زاده شد. او فرزند ربرتا کرستین (نی لئنگ)، سرپرست شرکت تلفنی و ویلیام دی. ونگ است. ونگ چینی تبار است. او در دبیرستان لینکلن و دانشگاه ایالتی سان فرانسیسکو تحصیل کرد.

### زندگی شخصی
ونگ در سال ۱۹۸۸ با ریچی جکسون وارد رابطه‌ای شد. وی در سال ۲۰۰۰ صاحب دو پسر دوقلو شد که از اسپرم خودش و تخمک خواهر جکسون و به شیوه رحم جایگزین زاده شدند. بوآز داو ۹۰ دقیقه پس از تولد درگذشت اما جکسون فو ونگ سالم زاده شد. ونگ و جکسون در سال ۲۰۰۴ از یکدیگر جدا شدند.
ونگ همچنین وقت و منابع خود را به تعدادی مؤسسه خیریه دگرباشی جنسی اهدا می‌کند.

## فیلم‌شناسی
- بچه کاراته‌کار، قسمت دوم (۱۹۸۶)
- پدر عروس (۱۹۹۱)
- تاریخ معما (۱۹۹۱)
- پارک ژوراسیک (۱۹۹۳)
- رف (۱۹۹۴)
- پدر عروس ۲ (۱۹۹۵)
- هفت سال در تبت (۱۹۹۷)
- اسلاپی و شخص نفرت‌انگیز (۱۹۹۸)
- مولان (۱۹۹۸)
- مولان ۲ (۲۰۰۴)
- دنیای ژوراسیک (۲۰۱۵)
- دنیای ژوراسیک: سقوط پادشاهی (۲۰۱۸)
- دنیای ژوراسیک: قلمرو (۲۰۲۱)

### تلویزیون
- پرونده‌های ایکس (۱۹۹۶)
- نظم و قانون: واحد قربانیان ویژه (۲۰۲۱-۲۰۰۱)
- خانم وزیر (۲۰۱۸-۲۰۱۵)
- مستر روبات (۲۰۱۹-۲۰۱۵)
- گاتهام (۲۰۱۹-۲۰۱۶)
- فلش (۲۰۲۰-۲۰۱۹)